# Salas Bajas (kommunhuvudort)
Salas Bajas är en kommunhuvudort i Spanien.   Den ligger i provinsen Provincia de Huesca och regionen Aragonien, i den nordöstra delen av landet, 400 km nordost om huvudstaden Madrid. Salas Bajas ligger 460 meter över havet och antalet invånare är 160.
Terrängen runt Salas Bajas är platt åt sydost, men åt nordväst är den kuperad. Terrängen runt Salas Bajas sluttar söderut. Runt Salas Bajas är det ganska tätbefolkat, med 134 invånare per kvadratkilometer. Närmaste större samhälle är Barbastro, 8,0 km söder om Salas Bajas. Trakten runt Salas Bajas består till största delen av jordbruksmark.